# Albertirsa
Albertirsa je mesto na Madžarskem, ki upravno spada v podregijo Ceglédi Županije Pešta.